# Zbrodnia w Toustobabach
Zbrodnia w Toustobabach – zbrodnia popełniona 22 grudnia 1944 roku przez oddziały Ukraińskiej Powstańczej Armii (UPA) na Polakach we wsi Toustobaby położonej w dawnym powiecie podhajeckim województwa tarnopolskiego, na terenach zajętych przez Armię Czerwoną. W zbrodni uczestniczyła także część ukraińskiej ludności wsi. W konsekwencji zginęło co najmniej 82 Polaków.

## Przed zbrodnią
W Toustobabach, wsi o mieszanym, polsko-ukraińskim składzie narodowościowym, w 1943 z obawy przed atakami nacjonalistów ukraińskich powołano polską samoobronę w sile 56 osób, opartą na strukturach AK, która współpracowała z podobnymi samoobronami w Nowej Hucie i Panowicach. Dzięki temu podczas okupacji niemieckiej do ataku UPA na Toustobaby nie doszło. Dowódcami samoobrony byli Michał Tracz i Leon Zarzycki.
We wrześniu 1944 roku, po zajęciu tych ziem przez Armię Czerwoną, polskich mężczyzn zaczęto powoływać do Wojska Polskiego, pozbawiając wsie obrony. Polska ludność Toustobab zwróciła się do sowieckiej komendy uzupełnień (Wojenkomatu) z prośbą o ustanowienie we wsi posterunku istriebitielnych batalionów, co nastąpiło. We wsi stacjonował pluton IB w sile ok. 85 ludzi pod dowództwem Leona Zarzyckiego. Posterunek znajdował się na plebanii; w razie ataku na wieś ludność cywilna miała chronić się w murowanym kościele. Członkowie IB z Toustobab, oprócz obrony ludności, zajmowali się również zwalczaniem ukraińskiego podziemia nacjonalistycznego wraz z wojskami sowieckimi.

## Przebieg zbrodni
22 grudnia 1944 roku około godziny 15-tej oddziały UPA rozpoczęły otaczanie Toustobab. Ich liczebność Szczepan Siekierka, były żołnierz IB z tej miejscowości, ocenił na około 500 ludzi. Wykorzystano moment, kiedy około 30 uzbrojonych mężczyzn wyjechało ze wsi do gajówki po drewno. Po otoczeniu Toustobab napastnicy rozpoczęli ostrzał zabudowań pociskami zapalającymi, powodując pożary krytych strzechą chat. Następnie wtargnęli między domy i rozpoczęli mordowanie napotkanych Polaków bez względu na płeć i wiek. Zabijano rozstrzeliwując, paląc żywcem a także za pomocą siekier, wideł itp. narzędzi gospodarskich. Zdaniem świadków zdarzały się przypadki tortur (obdzieranie ze skóry, skalpowanie). Oprócz tego napastnicy przystąpili do rabunku mienia Polaków łącznie z inwentarzem.
Polska ludność cywilna rzuciła się do ucieczki; także członkowie IB zaczęli wycofywać w stronę kościoła, gdzie w efekcie schroniło się około 250 osób. UPA kilkakrotnie przypuszczała ataki na kościół, lecz zostały one odparte przez obrońców. Szturm trwał do godziny 1 w nocy, kiedy od strony Monasterzysk na odsiecz Polakom nadjechały wojska sowieckie, co spowodowało wycofanie się upowców. Wyruszył za nimi pościg, zakończony schwytaniem 40 z nich, w tym 2 dowódców kompanii, których powieszono.
W wyniku zbrodni w Toustobabach zginęło co najmniej 82 Polaków, w tym 16 żołnierzy IB. Atak UPA na Toustobaby był częścią większej akcji – w tym samym czasie zaatakowano pobliskie wsie Zawadówka i Korżowa, gdzie zginęło odpowiednio 47 i 15 Polaków.
Wkrótce po napadzie ludność polska opuściła Toustobaby i przeniosła się do Monasterzysk, skąd była przesiedlana na Ziemie Odzyskane.